# Hypoponera aethiopica
Hypoponera aethiopica es una especie de hormiga del género Hypoponera, subfamilia Ponerinae.